# Sommerpaladset (Sankt Petersborg)
Sommerpaladset (russisk: Ле́тний дворе́ц, tr. Letnij dvorets) var et kejserligt palads i Sankt Petersborg i Rusland. Det var hovedresidens for det russiske hof i Sankt Petersborg fra 1730 til 1762.
Slottet blev bygget i træ af Bartolomeo Rastrelli i 1730-1731 som residens for kejserinde Anna Ivanovna og hendes hof. Det blev revet ned i 1741 efter ordre fra kejserinde Elisabeth Petrovna, og Rastrelli byggede derefter et nyt træsommerpalads til Elisabeth og hendes hof, som blev færdiggjort i 1744. Slottet var hovedresidens for hoffet i hovedstaden under Elisabeths regeringstid, da Vinterpaladset endnu ikke var afsluttet. Blandt andet blev den senere kejser Paul 1. født der i 1754.
Da Katarina den Store besteg tronen i 1762, flyttede hun hoffet til det dengang færdige Vinterpalads, og Sommerpaladset gik i forfald. Det blev revet ned i 1796, og Mikhailovskij-slottet blev bygget i stedet.